# بيتر جي. فليتشير
بيتر جي. فليتشير (بالإنجليزية: Peter G. Fletcher)‏ هو موزع بريطاني، ولد في 9 يناير 1936، وتوفي في 21 مايو 1996.

## وصلات خارجية
- بيتر جي. فليتشير على موقع ميوزك برينز (الإنجليزية)